# Dasyuridae
Famille
La famille des Dasyuridae (du grec dasus, « velu », et oura, « queue » ) regroupe différentes espèces de marsupiaux que l'on trouve en Australie et en Nouvelle-Guinée. 

## Classification
La famille des Dasyuridae a été créée par le zoologue allemand Georg August Goldfuss (1782-1848) en 1820. Elle appartient à l'ordre des Dasyuromorphia et comprend 61 espèces réparties en 15 genres :
Selon BioLib (17 novembre 2020) :
- genre Antechinomys Krefft, 1866
- genre Antechinus MacLeay, 1841
- genre Barinya Wroe, 1999 †
- genre Dasycercus Peters, 1875
- genre Dasykaluta Archer, 1982
- genre Dasyuroides Spencer, 1896
- genre Dasyurus É. Geoffroy, 1796
- genre Murexia Tate & Archbold, 1937
- genre Myoictis Gray, 1858
- genre Neophascogale Stein, 1933
- genre Ningaui Archer, 1975
- genre Parantechinus Tate, 1947
- genre Phascogale Temminck, 1824
- genre Phascolosorex Matschie, 1916
- genre Planigale Troughton, 1928
- genre Pseudantechinus Tate, 1947
- genre Sarcophilus F. G. Cuvier, 1837
- genre Sminthopsis Thomas, 1887 dites aussi « souris marsupiales »

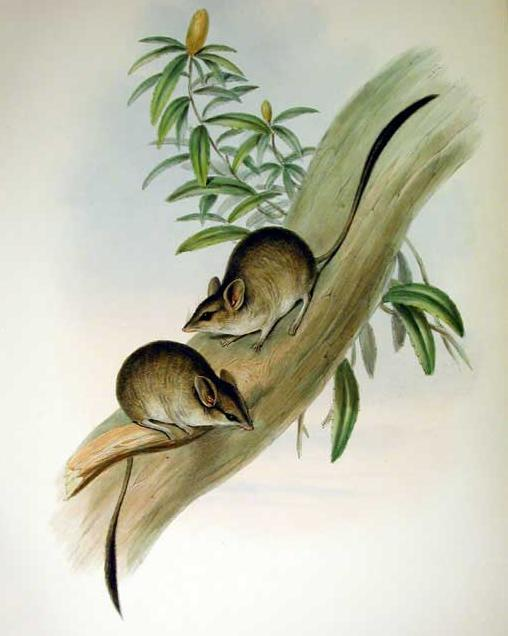
Antechinomys lanigera
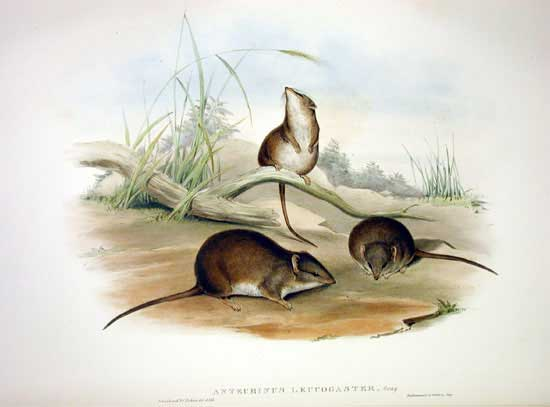
Antechinus flavipes
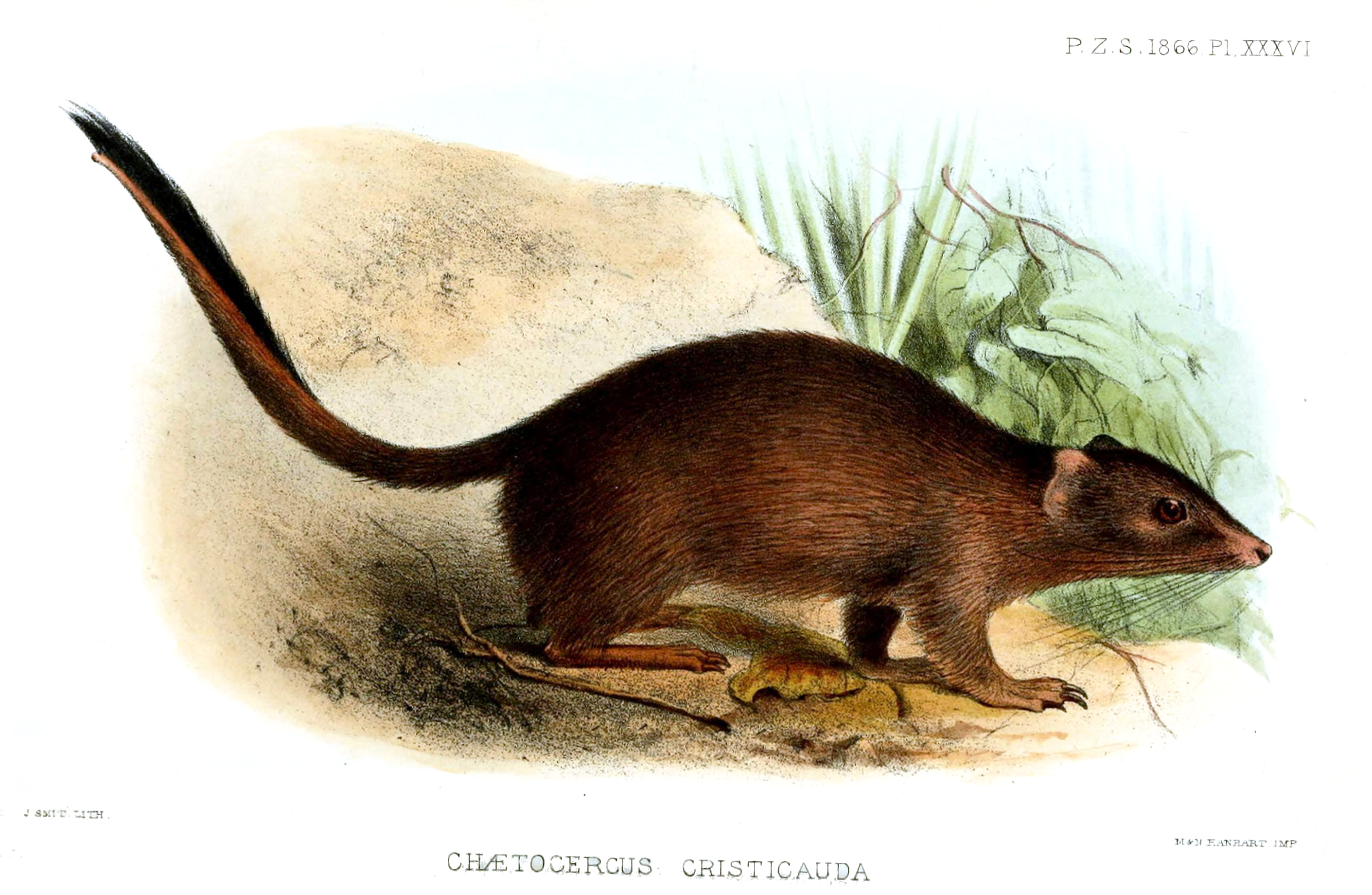
Dasycercus cristicauda
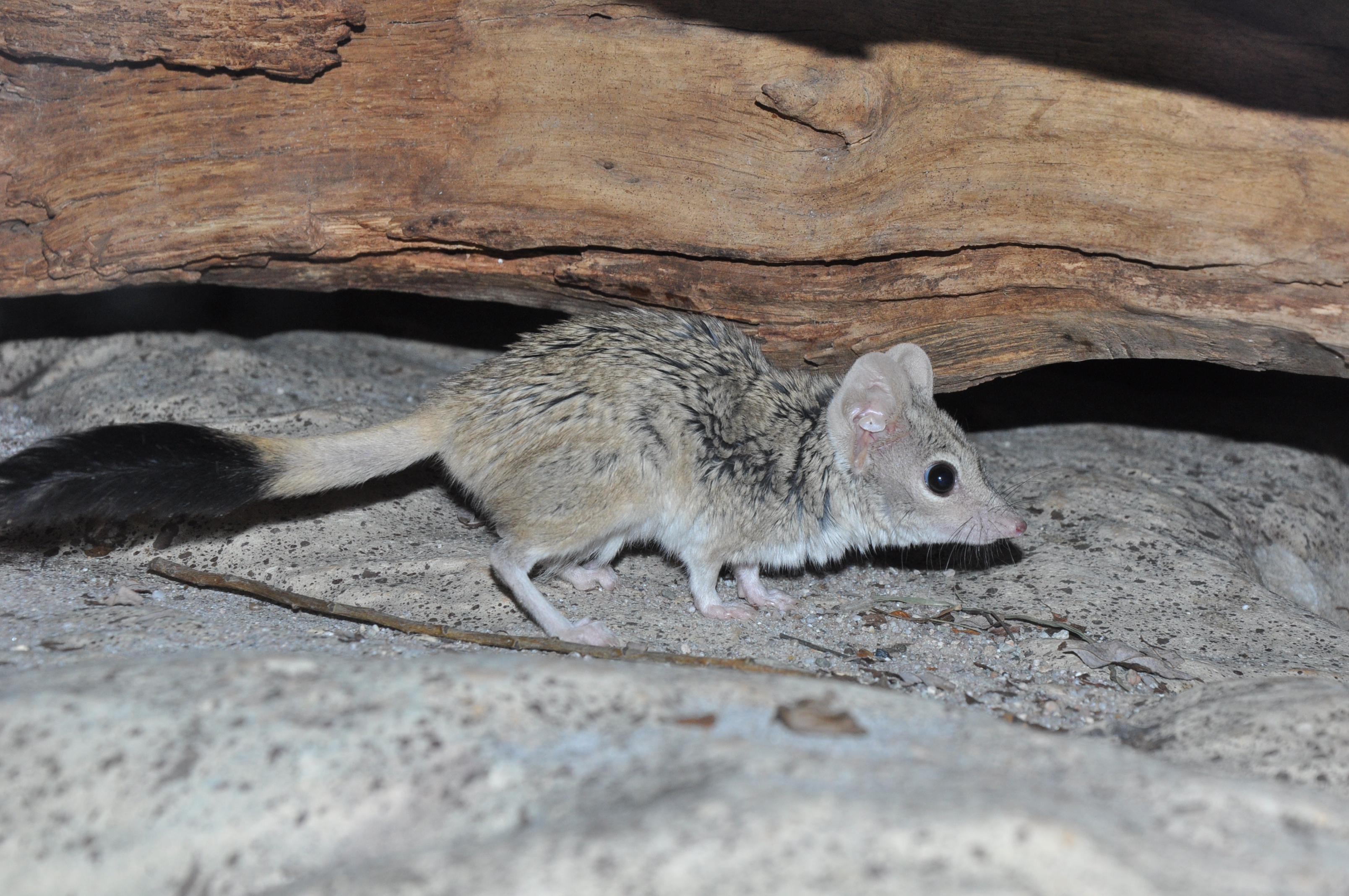
Dasycercus byrnei
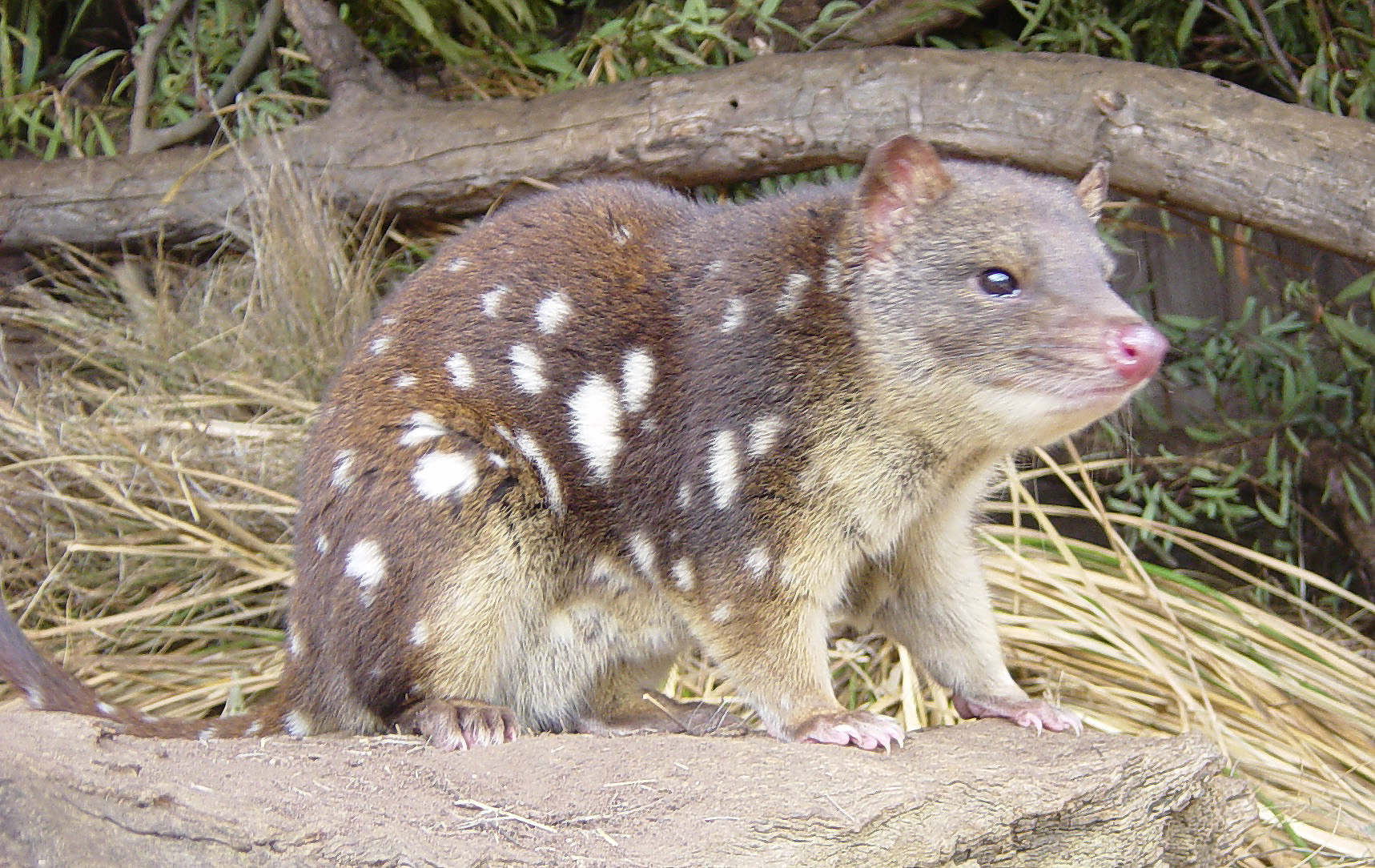
Dasyurus maculatus
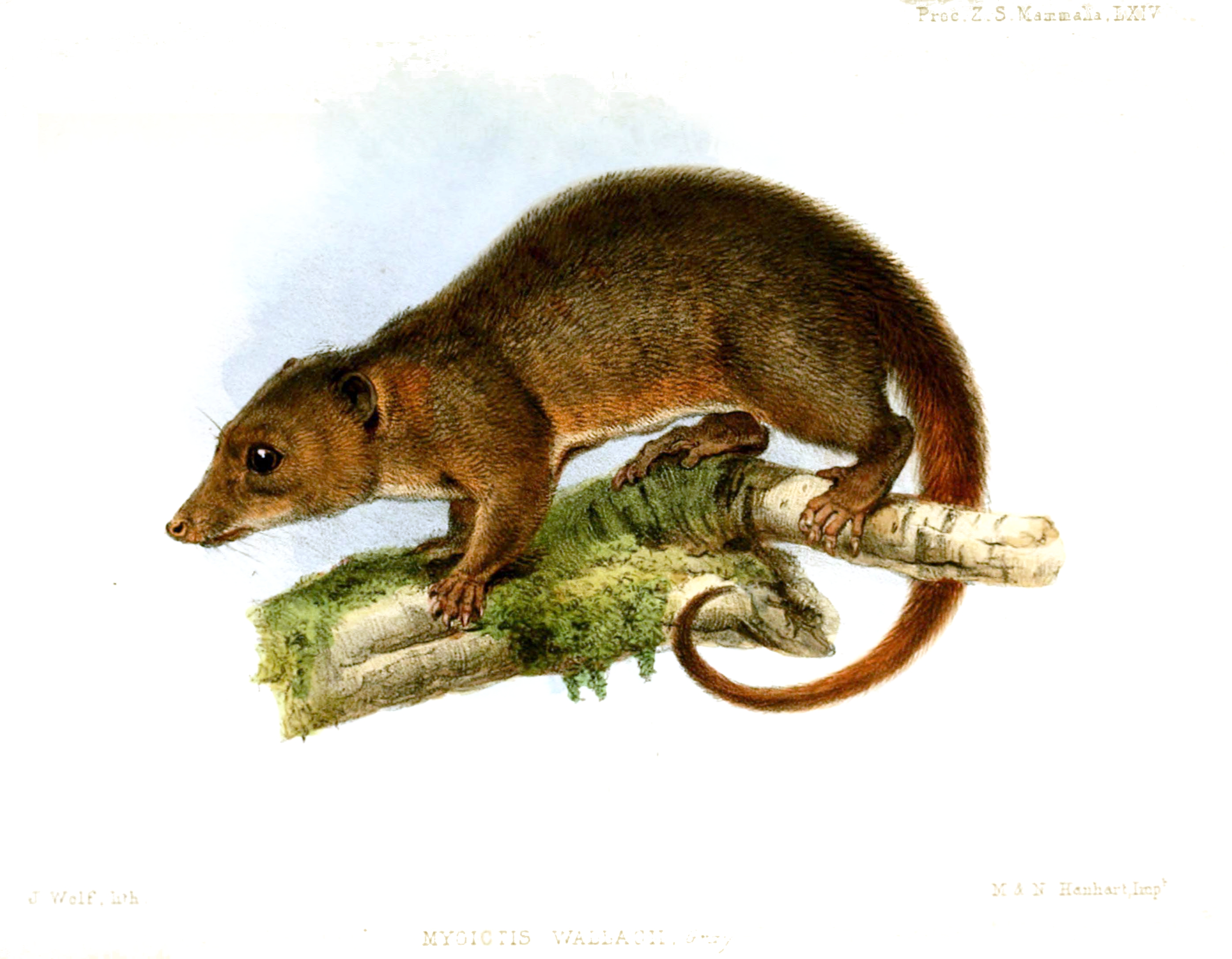
Myoictis wallacei
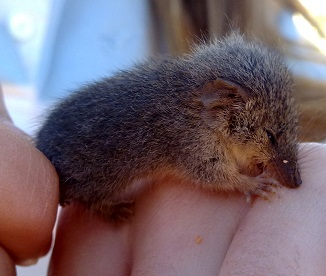
Ningaui yvonnae
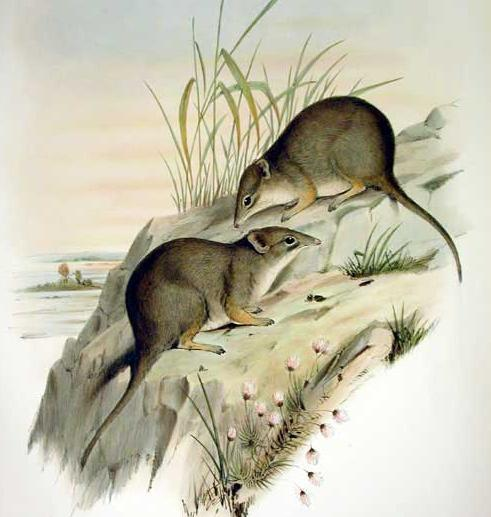
Parantechinus apicalis
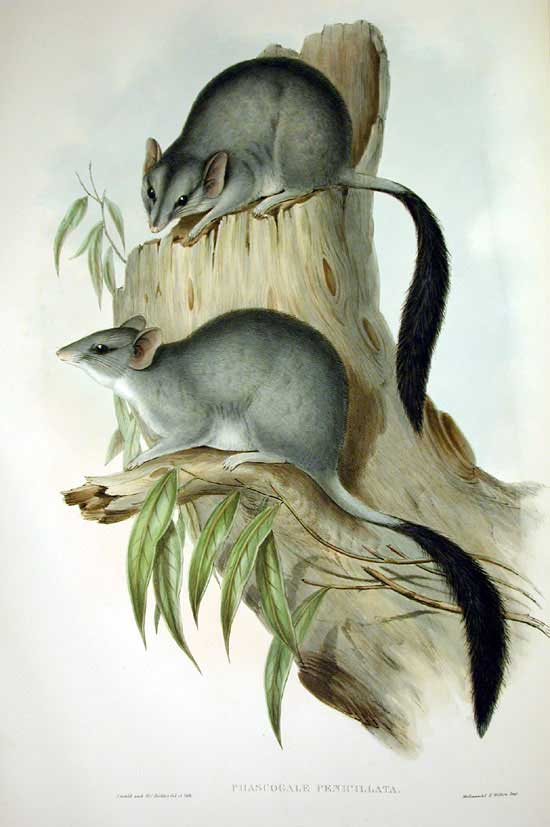
Phascogale tapoatafa
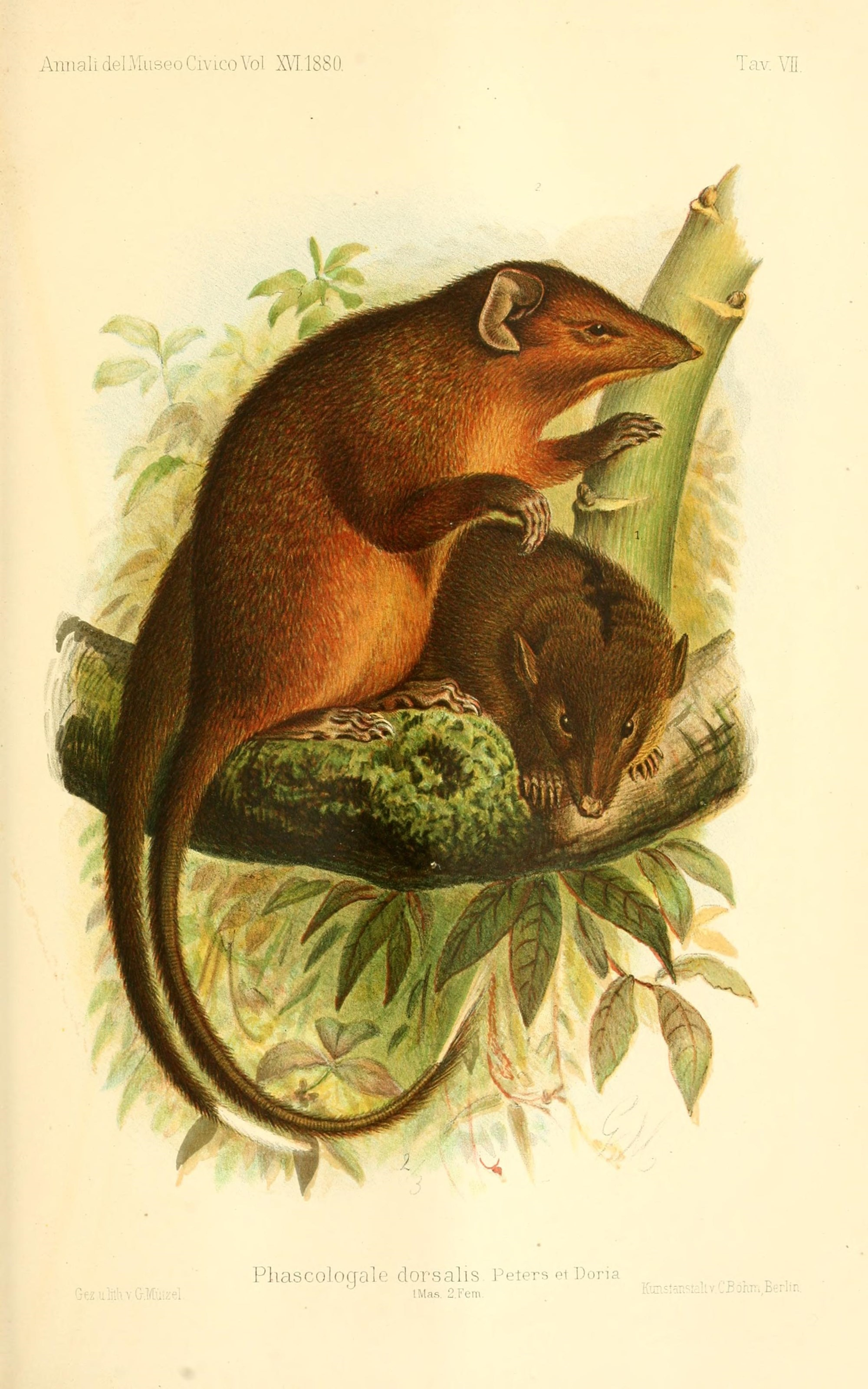
Phascolosorex dorsalis
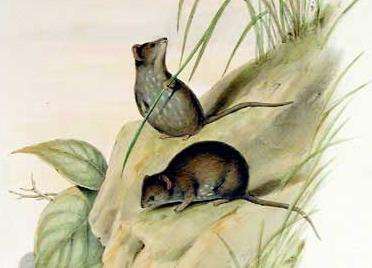
Planigale maculata
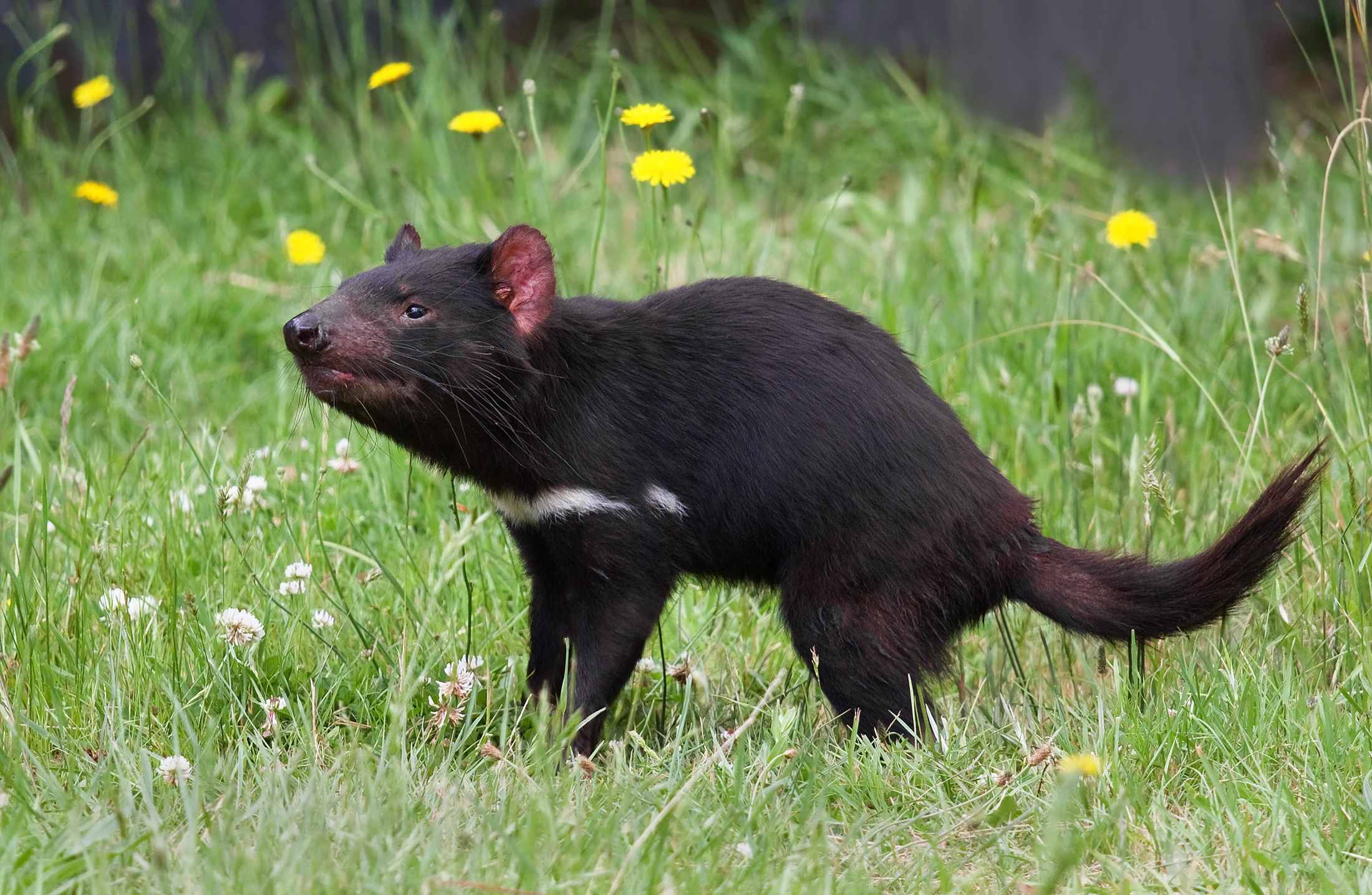
Sarcophilus harrisii
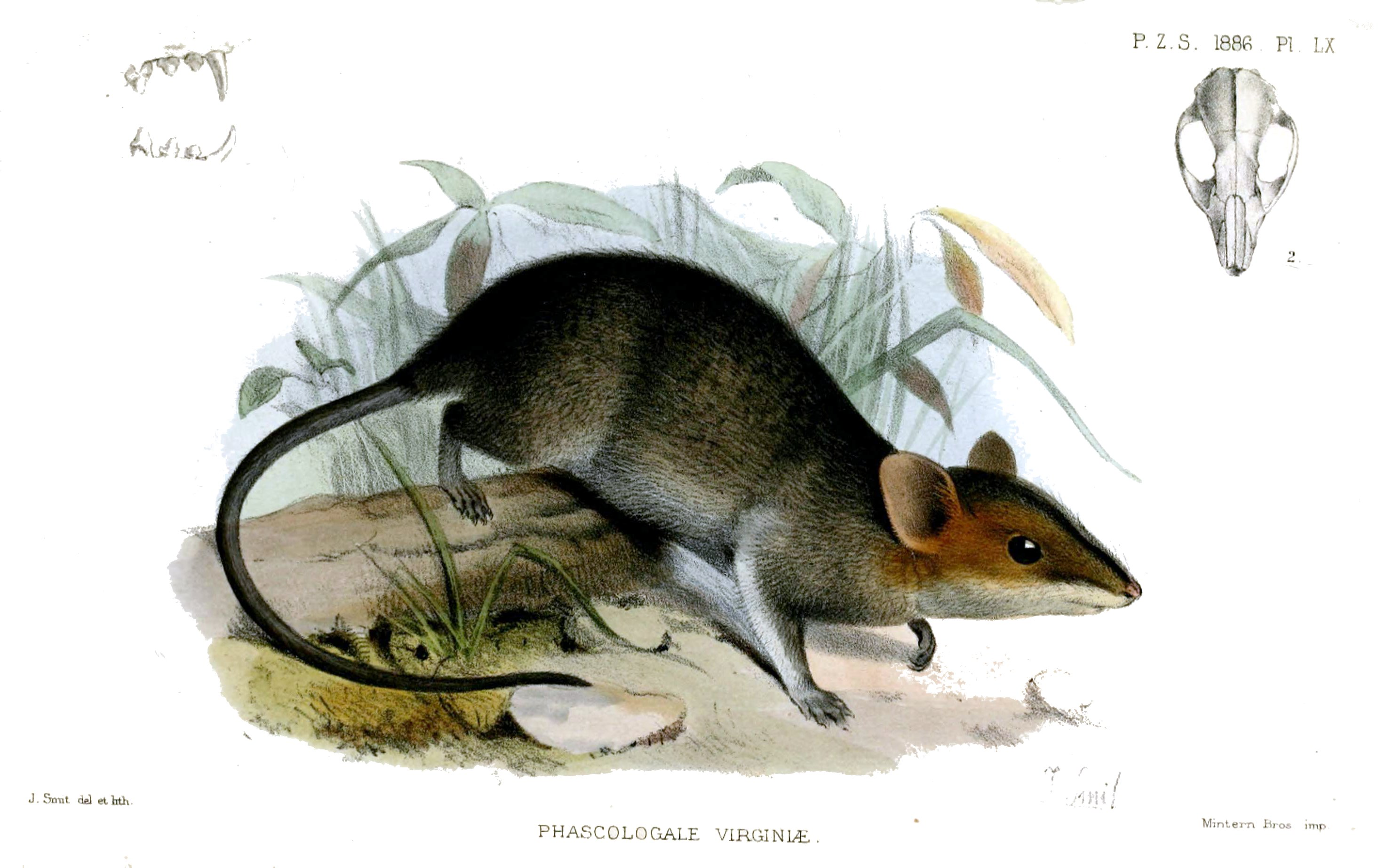
Sminthopsis virginiae